# Amt Pfungstadt
Das Amt Pfungstadt war ein Amt der Landgrafschaft Hessen-Darmstadt und ab 1806 des Großherzogtums Hessen.

## Funktion
In der Frühen Neuzeit waren Ämter eine Ebene zwischen den Gemeinden und der Landesherrschaft. Die Funktionen von Verwaltung und Rechtsprechung waren hier nicht getrennt. Dem Amt stand ein Amtmann vor, der von der Landesherrschaft eingesetzt wurde. 

## Geschichte

### Vorgeschichte
Ursprünglich war das Amt Pfungstadt Teil des Amtes Darmstadt, so noch 1783. Das Amt Darmstadt gehörte zur Grafschaft Katzenelnbogen und dort zur Obergrafschaft Katzenelnbogen. 1457 heiratete Anna von Katzenelnbogen, Erbtochter Philipps des Älteren, Landgraf Heinrich III. von Hessen. Mit dem Tod Philipps 1479 fiel die Grafschaft Katzenelnbogen – und damit auch das Amt Darmstadt – an die Landgrafschaft Hessen.
Bei der Teilung der Landgrafschaft Hessen unter den Erben des Landgrafen Philipp I. 1567 gelangte die gesamte Obergrafschaft Katzenelnbogen an die Landgrafschaft Hessen-Darmstadt.
Deren erster Regent, Landgraf Georg I., veranlasste, dass die von seinem Kanzler, Johann Kleinschmidt, zusammengestellte Sammlung Landrecht der Obergrafschaft Katzenelnbogen dort rechtsverbindlich wurde. Sie galt in allen Gemeinden des Amtes Darmstadt, und damit auch allen Gemeinden des später ausgegliederten Amtes Pfungstadt, als Partikularrecht, subsidiär ergänzt durch das Gemeine Recht, bis ans Ende des 19. Jahrhunderts. Erst das Bürgerliche Gesetzbuch, das einheitlich im ganzen Deutschen Reich galt, setzte zum 1. Januar 1900 das alte Partikularrecht außer Kraft.

### Entstehung
1787 ist das Amt Pfungstadt aus dem Amt Darmstadt ausgegliedert.

### Ende
1821 kam es zu einer Justiz- und Verwaltungsreform, mit der auch die Trennung der Rechtsprechung von der Verwaltung auf unterer Ebene umgesetzt wurde. Die Ämter wurden aufgelöst, ihre Aufgaben hinsichtlich der Verwaltung neu gebildeten Landratsbezirken, die erstinstanzliche Rechtsprechung Landgerichten übertragen. Das Amt Pfungstadt wurde aufgelöst, dessen Gemeinden hinsichtlich der Verwaltung verschiedenen Landratsbezirken und hinsichtlich der Rechtsprechung verschiedenen Landgerichten zugeordnet.
| Gemeinde        | Landratsbezirk nach 1821 | Landgericht nach 1821   | Anmerkung                 |
| --------------- | ------------------------ | ----------------------- | ------------------------- |
| Eberstadt       | Landratsbezirk Bensheim  | Landgericht Zwingenberg |                           |
| Eich            | Landratsbezirk Bensheim  | Landgericht Zwingenberg | Historisch: Untereichen   |
| Eschollbrücken  | Landratsbezirk Bensheim  | Landgericht Zwingenberg |                           |
| Frankenstein    | Landratsbezirk Bensheim  | Landgericht Zwingenberg |                           |
| Griesheim       | Landratsbezirk Dornberg  | Landgericht Groß-Gerau  |                           |
| Hahn            | Landratsbezirk Bensheim  | Landgericht Zwingenberg |                           |
| Nieder-Beerbach | Landratsbezirk Bensheim  | Landgericht Zwingenberg |                           |
| Nieder-Ramstadt | Landratsbezirk Reinheim  | Landgericht Lichtenberg |                           |
| Ober-Traisa     | Landratsbezirk Reinheim  | Landgericht Lichtenberg | Heute: Dippelshof         |
| Pfungstadt      | Landratsbezirk Bensheim  | Landgericht Zwingenberg |                           |
| Traisa          | Landratsbezirk Reinheim  | Landgericht Lichtenberg | Historisch: Nieder-Traisa |
| Waschenbach     | Landratsbezirk Reinheim  | Landgericht Lichtenberg | .                         |

Das Gebiet des Amtes Pfungstadt lag auf den Gemarkungen der heutigen Städte Darmstadt, Mühltal und Pfungstadt.